# Station Żabowo
Station Żabowo is een spoorwegstation in de Poolse plaats Żabowo.